# Carl Strömbäck
Carl Strömbäck, född 23 december 1899 i Nederkalix församling, död 9 oktober 1960 i Luleå stadsförsamling, var en svensk direktör.
Carl Strömbäck var son till hemmansägarna Johannes Strömbäck och Anna, född Sundberg, i Korpikå norr om Kalix. Själv skogsägare identifierade han behovet av en medlemsägd affärsorganisation för länets skogsägare och 1938 grundade han Norrbottens läns skogsägare (NLS), som 2005 blev Norra skogsägarna. Han var organisationens direktör och affärsledare till sin död.
Carl Strömbäck var sedan 1941 gift med Fanny Stenberg (1903–1989), som var dotter till kronojägaren Victor Stenberg och Selma, född Häggberg. En son till makarna är nationalekonomen Thorsten Stromback, som varit professor vid universitetet i Perth i Australien. Makarna Strömbäck är begravda på Innerstadens kyrkogård i Luleå.